# 索菲娅·雅各布松
伊娃·索菲亞·雅各布松（瑞典語：Eva Sofia Jakobsson，1990年4月23日—）是瑞典職業女子足球运动员，司職前鋒，現效力女子英超球隊倫敦城雌獅和瑞典國家女子足球隊。她曾代表瑞典参加2012年、2016年和2020年夏季奥林匹克运动会足球比赛，获得二枚银牌。

## 外部連結
- 索菲娅·雅各布松 – FIFA國際賽競賽紀錄 (存檔)
- 索菲娅·雅各布松－UEFA國際賽競賽紀錄
- 索菲娅·雅各布松在瑞典足球協會（瑞典語）
- 索菲亞·雅各布松 Archive.today的存檔，存档日期2019-09-08在statsfootofeminin.fr
- 索菲亞·雅各布松 （页面存档备份，存于）在蒙彼利埃的頁面
- Soccerway資料庫：索菲娅·雅各布松